# 湊川出入口

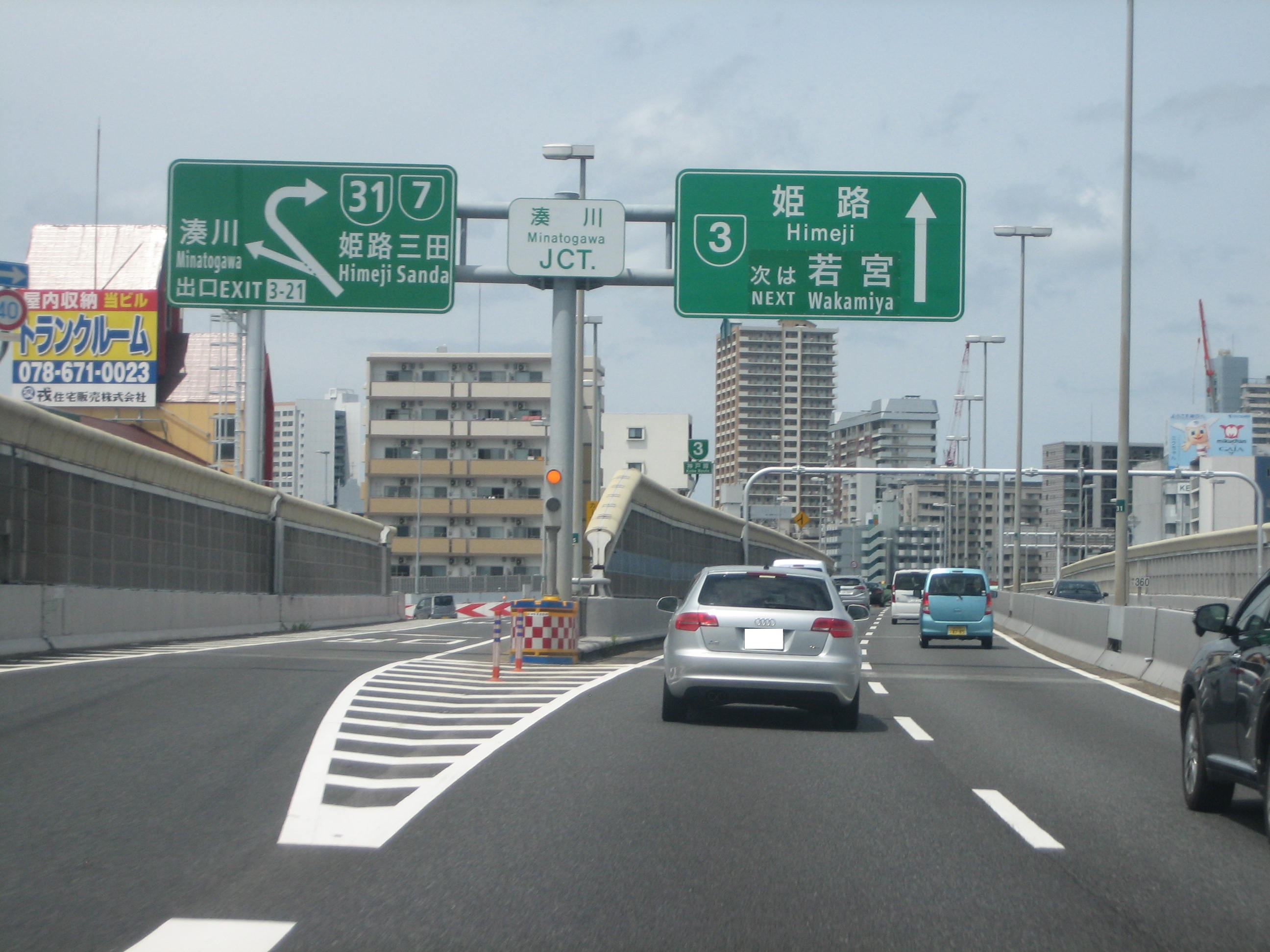
湊川JCT・湊川出入口の案内板

湊川出入口（みなとがわでいりぐち）は、兵庫県神戸市長田区の阪神高速道路3号神戸線の出入口である。

## 道路
- 阪神高速3号神戸線（3-21・3-22番）

## 接続する道路
- 国道2号

## 料金所

### 湊川（東行）料金所
- ブース数：2
  - ETC専用：1
  - ETC/一般：1

### 湊川（西行）料金所
2025年（令和7年）6月24日よりETC専用になっている。
- ブース数：2
  - ETC専用：1
  - サポート：1

## 周辺
- 新長田駅（JR山陽本線（JR神戸線）、地下鉄西神・山手線、海岸線）
- 新湊川

## 隣
阪神高速3号神戸線
(3-19,3-20)柳原出入口 - (3-21)湊川出入口（大阪方面） - 湊川JCT - (3-22)湊川出入口（月見山方面） - (3-23)若宮出入口

## 湊川JCT建設に伴う閉鎖
阪神高速31号神戸山手線と接続する湊川JCTの建設に伴い、東行入口を除き長期間閉鎖されていた。
- 東行出口 : 2009年6月8日 - 2009年9月7日
- 西行出口 : 2009年8月3日 - 2010年10月31日
- 西行入口 : 2009年8月3日 - 2010年12月18日